# Creneis
A Creneis a Heterolobosea Creneidae családjának nemzetsége, a Lyromonadida rokon nemzetsége. A Discicristata legtöbb tagjától eltérően anaerob.

## Történet
Pánek  et al. 2014-ben fedezték fel. Típusfaja a Creneis carolina, ezenkívül további 5 ismert 2016-ban.

## Genetika
Fajai 18S rDNS-e vagy annak egy része használatos azonosításukra. Transzkriptomukban nem ismert a 2-es típusú szekréciós rendszerből származó, feltehetően mitokondriális szerepű GSPD-, GSPE-, GSPF- vagy GSPG-homológ, sem a GSP-kkel együtt előforduló fehérjék (GCP), ami kapcsolatban áll azzal, hogy a klád anaerob, és mitokondriumai redukáltak.

## Filogenetika
A Creneis carolina 18S rDNS-alapú filogenetika alapján a Heterolobosea tagja.

## Morfológia
Anaerob egyostorú ostoros amőba vagy 2–14 ostorú egysejtű, mitokondriumai redukáltak, és nincsenek cristáik.
Morfológiája a Heteroloboseán belül különös, így ez és a sejtszerkezet alapján nem bizonyult az eukarióták addig ismert fő csoportjába sorolhatónak: a Heteroloboseába csak molekuláris filogenetika alapján tudták besorolni.
Sejtváza elkülönülő vastag és vékony szerkezetekből áll. A Tetramitia legtöbb kládjával szemben rendelkezik R1 ostorgyökérrel, és ultraszerkezeti tanulmányok alapján az ostorgyökérrendszer vagy legalábbis annak 2. gyökere kiralitása megfordult az ostorhoz képest.

### Egyostorú állapot
Ostorosamőba-állapota egyostorú. Ebből az állapotból mitóziskor kétostorú kétmagvú sejt alakul ki. Lekerekedhet. Ostora átlagosan 43,2 μm hosszú, és végén általában változó hosszú akronémával rendelkezik. Alapja a mag elülső részével kapcsolatban áll, legjobban protargollal festett mintákon látható. Mozgáskor az ostor előremutat, de lassan ver, és a sejtmozgást feltehetően nem befolyásolja jelentősen.
Állábai elöl alakulnak ki, hialoplazmásak, és igen laposak. Nem ismert közöttük híd.

### Lekerekített állapot
Álláb nélküli lekerekített állapotra válthat. Ennek ostora nem ver gyorsabban, és feltehetően ez az állapot nem mozog aktívan. Átlagosan 10,8 μm hosszú, és 8,2 μm széles.

### Többostorú állapot
Kevés többostorú példánya van. Kétostorú példányaiban a két ostor teljesen elkülönül, másokban hosszuk nagy részén együtt vannak, és csak nehezen különböztethetők meg. A második ostor mintegy 30 perc alatt bújik ki.
14 ostorú állapota is ismert. Az ilyen sokostorú példányok gyorsan képesek úszni.

## Életciklus
Életciklusa különös: egyostorú ostoros amőba, két- és többostorú, amőboid állapota és cisztája is ismert. Kultúrában leggyakoribb az ostorosamőba-szakasz. Fő életszakasza az ostorosamőba-állapot. A ciszta nem rendelkezik vastag fallal, viszont belső ostorral rendelkezik.
Tenyészetben megállhat az ostoros életszakasz képzése, hasonló jelenség ismert az Anaeramoeba fajainál is, de oka ismeretlen.

## Ökológia
A Heterolobosea két eukariótákkal táplálkozó nemzetségének egyike. Obligát halofil.